# مهرجان الورود (قلعة مكونة)
مهرجان الورود(قلعة مڭونة): بالأمازيغية ⴰⵢⴷⵓⴷ ⵏ ⵉⵍⴷⵊⵉⴳⵏ وبالفرنسية Festival des roses. موسم الورود، هو ثاني أقدم مهرجان في المغرب،  حيث بدأ تنظيمه منذ 1962،  بقلعة مكونة، إقليم تنغير، احتفاء بموسم جني الزهور أو الورد البلْدي كما يُعرف في الدارجة المغربية،  والذي تُعرف بها المنطقة، لهذا يمكن تصنيف مهرجان الورود حسب سبب النشأة ضمن الحفلات والمواسم التقليدية ذات الصلة بالمنتوجات الفلاحية،  حيث يأتي بعد فترة الجني مباشرة،  شأنه في ذلك شأن العديد من المهرجانات والمعارض، كمعرض التمور بأرفود ومهرجان حب الملوك بصفرو ومهرجان اللوز بتافراوت ومهرجان الزعفران بتالوين.

## قلعة مكونة عاصمة الورود
توصف قلعة مكونة بعاصمة الورود،  ويعتبر الراحل الحسن الثاني أشهر من أطلق هذا الوصف على هذه المدينة، وكانت المناسبة عندما سألته إحدى الصحافيات الفرنسيات في قناة TF1 سنة 1993 عن المعتقل السري الرهيب بهذه المدينة، حيث أجاب أن قلعة مكونة مدينة سياحية وعاصمة الورود،  جملة الحسن الثاني هذه، تحولت فيما بعد إلى عنوان كتاب لناجيين من الاختفاء القسري هما؛ محمد النضراني وعبد الرحمان كونسي.
تقع قلعة مكونة(بالأمازيغية: ⵜⵉⵖⵔⵎⵜ ⵏ ⵉⵎⴳⵓⵏⵏ Tiɣrmt n Imgunn)، التي تحتضن كل سنة فعاليات مهرجان الورود، وتم تأسيس مركزها في نهاية عشرينيات القرن 20 من طرف سلطة الحماية لتطويق وإخماد مقاومة أيت عطا،  جنوب شرق المغرب، وتحديدا على بعد 90 كيلومتر شرقا من مدينة ورزازات و25 كيلومتر غرب بومالن دادس، تتبع إداريا لإقليم تنغير بجهة درعة تافيلالت التي تبعد غربا عن عاصمتها الرشيدية بحوالي 210 كيلومتر.

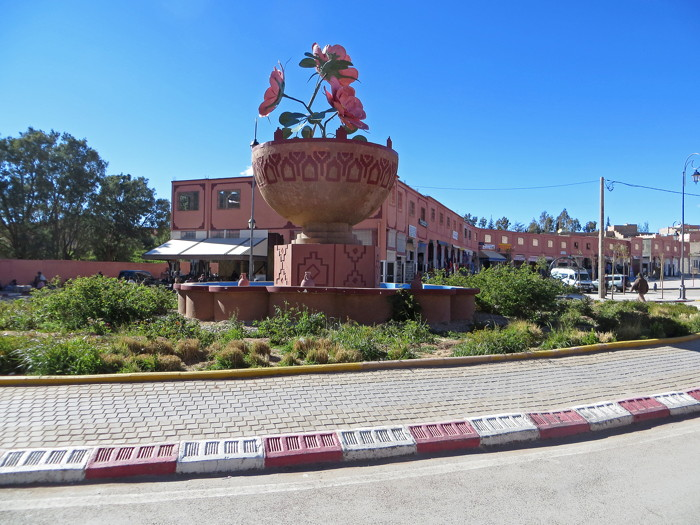
مجسم الوردة الدمشقية وسط قلعة مكونة

يرتبط اسم قلعة مكونة بالورود إلى درجة أن كل شيء فيها يتمحور حول هذه الزهرة،  بدءا بأسماء الفنادق ولون سيارات الأجرة مرورا بمستحضرات التجميل المعروضة في الدكاكين المصطفة على طول أهم شارع فيها والمجسم الضخم الذي يتوسط مدارها الرئيسي،  وصولا إلى مهرجان الورود الذي يقام فيها كل عام ويجذب إليه آلاف الزوار. ومن علامات ارتباط قلعة مكونة بالورود كذلك، أن أشهر شريان مائي بالمنطقة وهو وادي إمڭون يسمى في العديد من المصادر والكتابات الوطنية والأجنبية بوادي الورود.
لم يكن اختيار قلعة مكونة لاحتضان فعاليات هذا المهرجان السنوي محط صدفة، بل لجاذبيتها التاريخية أولا،  ووقوعها على الطريق الرئيسية نحو ورزازات ومنها إلى مراكش ثانيا، ثم لموقعها عند ملتقى وادي دادس ووادي إمڭون ثالثا ولاعتبار أن أول معمل لتقطير الورد أنشئ بها رابعا.

## تاريخ المهرجان
كان مهرجان الورود بقلعة مكونة مجرد حفلات صغيرة تقام في الحقول، قبل أن تتحول إلى حفل ينظم فرحا بالورد لمدة أسبوع،  بل إن هناك ربما مرحلة أسبق على هذه، إذ يبدو أن لمهرجان الورود بشكله الحديث أصل قديم يصعب تحديد تاريخه بالضبط، ويتمثل هذا الأصل في طقس "عشاء عام الخير"،  الذي كانت النساء ينظمنه ليلة قبل الشروع في القطف،  حيث يجتمعن هن وأطفالهن لإعداد وجبة الكسكس بطحين الذرة مرددات الأهازيج والزغاريد فتتعالى أصوات الدفوف تعبيرا عن الفرح والابتهاج،  إنه طقس عبور من موسم زرع وسقي إلى موسم قطف وبيع، وهذا الطقس هو الذي تحول على الأرجح إلى موسم ثم أصبح مهرجانا سنويا ينظم كل سنة ابتداء من 1962 ويطلق عليه الأهالي اسم " الفيشطا ن الورد"،  والفيشتا هي تحريف للكلمة الإسبانية Fiesta التي تعني حفلة، ليكون المعنى التام هو "حفلة الورود". على العموم فندرة المصادر والمراجع المكتوبة وغياب أرشيف يوثق لهذا المهرجان منذ انطلاقته الأولى، يعد عائقا أمام الباحث في تاريخه والراغب في توثيقه، إذ تظل أغلب المعلومات عنه ذات مصدر شفوي مما احتفظت به الذاكرة الجماعية لسكان المنطقة، الذين عايشوا المهرجان من بدايته في ستينيات القرن الماضي. أما تحديثه وعصرنته، فهناك من يرجع فضل القيام بذلك بالنسبة لهذا المهرجان ومهرجان حب الملوك إلى مبادرة المستوطنين الفرنسيين بالمغرب،  حيث شجَّع الاستعمار الاحتفال بموسم الورد وذلك من خلال مشاركته فيه. إنه ثمرة من ثمار المرحلة الكولونيالية.
يرى بعض المتتبعين والمهتمين أن الدورة 51 لمهرجان الورود التي نظمت سنة 2013 هي النقطة الفارقة في تاريخه، بالنظر إلى الفقرات المتنوعة التي استحدثت في تلك النسخة، حيث عرف المهرجان انتقالا من مجرد موسم بفقرات بسيطة لا تتعدى سوقا بسيطا وموكبا لملكة الجمال، إلى مهرجان متنوع الأنشطة بين ما هو ثقافي ورياضي واقتصادي وفني.

## الوردة الدمشقية أم الوردة المحلية؟

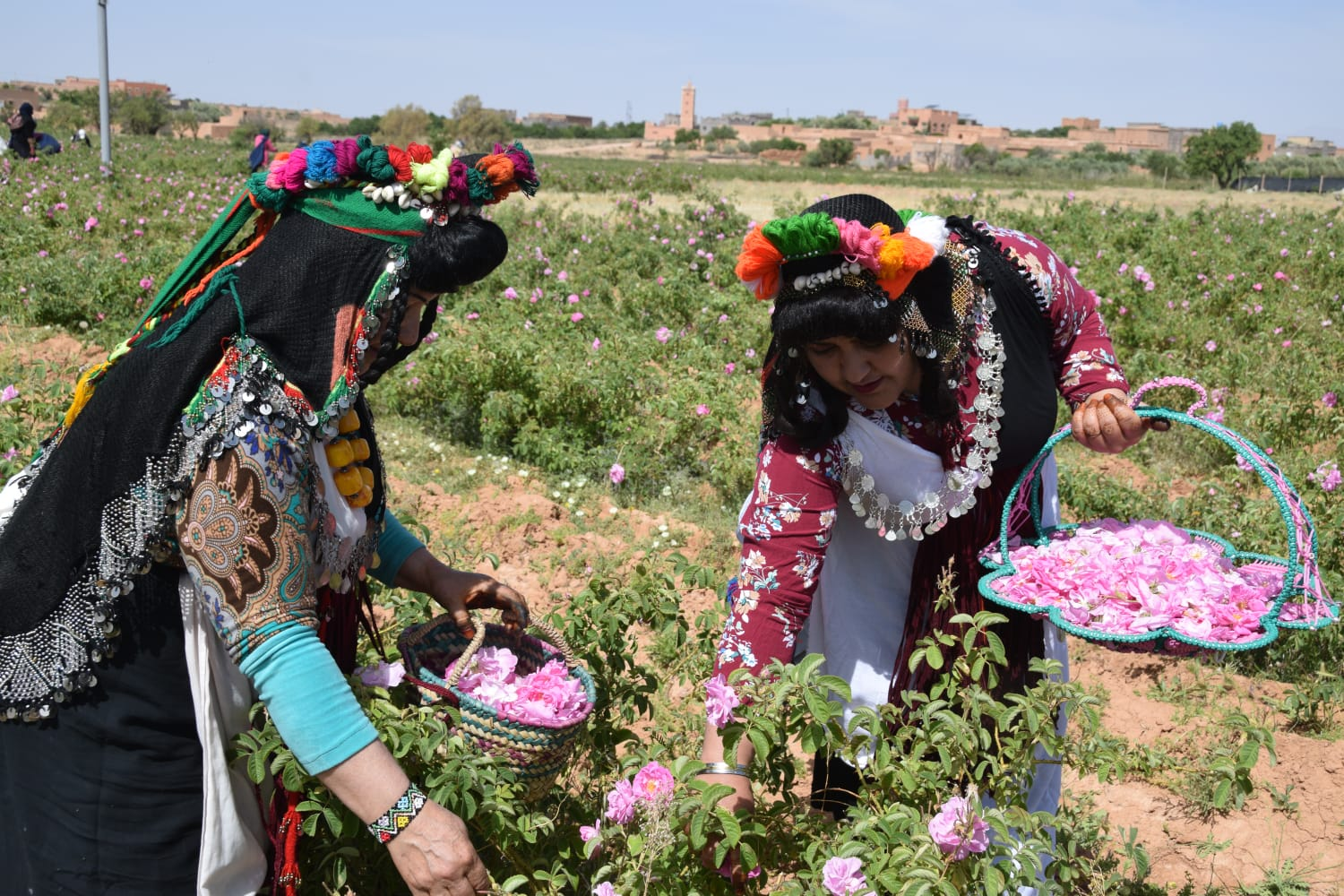
عملية قطف الورود بقلعة مكونة

رغم أن نوع الورد المنتشر في نواحي قلعة مكونة يسمى علميا Rosa Damascena، نسبة إلى دمشق، حيث يعتبر فيليب ميلر أبرز من أطلق عليه هذا الاسم، إلا أن الآراء تختلف في أصله، فالأوربيون أطلقوا عليه ذلك الاسم حسب موسوعة ويكبيديا، ليس لأنهم حسموا في أصله الدمشقي، بل لأنهم اكتشفوه أثناء حملتهم على الشام. تم جلب هذه الورود للملك الإنجليزي هنري الثامن حوالي 1540.
عند مروره بالمنطقة ورغم أنه لم يكن يغفل وصف كل صغيرة وكبيرة في الأماكن التي زارها، إلا أن الحسن الوزان الجغرافي المعروف باسم ليون الإفريقي الذي عاش في القرن السادس عشر، لم يذكر الورد أثناء حديثه عن جبل دادس،  كما أن الرحالة الشهير شارل دوفوكو لم يشر إليه،  مما يطرح إشكال تحديد تاريخ ظهوره في المنطقة بدقة، ولكن عدم ورود الورد لا عند الوزان ولا لدى دوفوكو، لا يعني بالضرورة عدم إمكانية واحتمال وجوده في المنطقة منذ القرن 16 أو حتى قبله، إنما قد يُعزى عدم ذكره إلى كونهما قد يكونا مرا بالمنطقة في فصل الخريف أو في عز الصيف أو الشتاء، حيث تيبس وتسقط أوراق الورد فتصعب معرفته وتمييزه عن باقي النباتات أو لقلة انتشاره فلم يثر انتباههم،  ثم إنه بالرغم من أهمية المعلومات التي جاء بها الوزان، إلا أن الشكوك تحوم حول زيارته أصلا للمنطقة، أم أن الأمر تشابه عليه وكان الأمر يتعلق بمنطقة مجاورة، باعتبار أنه لا يوجد في تلك النواحي جبل باسم جبل دادس. كل ذلك يجعل الروايات حول ورد واحتي مڭون ودادس تتضارب بين من يعتبره محليا وبين من يسميه بالورد الدمشقي القادم من سوريا،  ويصنفه ضمن الورود الدخيلة،  التي يتوفر المغرب على عشرة منها؛ روزا موسكاطا Rosa Moschata وروزا سانتفوليا Rosa Centifolia وروزا دماسينا Rosa Damascena التي تتميز بها قلعة مكونة،  حيث يرجح أن يكون اليهود هم الذين جلبوا الورود إلى المنطقة قبل الفتح الإسلامي،  نظرا لاستقرارهم القديم بالمنطقة واعتنائهم بالمزروعات التسويقية والصناعة التحويلية،  بينما روايات أخرى تقول إن موكبا من الحجيج هو الذي استقدمها من سوريا في القرن العاشر الميلادي وهو في طريق العودة إلى المغرب. أما محمد أيت حمزة الباحث في تاريخ وتراث المنطقة، فيرى أن الورود بدادس تعرضت لعملية تهجين،  إما طبيعية بفضل عبقرية الإنسان القديم أو اصطناعية، مما جعلها متفردة عن شبيهاتها المنتشرة في عدد من الدول وهو ما يفسر الإقبال الكبير عليها مقارنة مع النوع الدمشقي الموجود في مناطق أخرى. ومن هذه الآراء التي تبقى مجرد فرضيات واحتمالات بدون سند علمي يعضدها، تلك التي تتحدث عن الأصل الهندي لورود المغرب بصفة عامة بما فيها ورود قلعة مكونة،  حيث انتقلت إليه عبر إيران وسوريا،  وهناك رأي آخر يقر بوجود صعوبة كبيرة في تحديد أصل ورد قلعة مكونة الذي يبقى مجهولا،  خاصة وأن هذا النوع من الورد ينتشر بشكل بري في عدد من المناطق عبر العالم أهمها القوقاز وسوريا والمغرب والأندلس،  بل إن احتمال العكس وارد، أي أن الورد الدمشقي يمكن أن يكون قد استقدم من قلعة مكونة.
ترجع أقدم وثيقة متوفرة ذكر فيها الورد كنوع من الصدقات أو الهبات أو الجبايات بالمنطقة إلى أواخر القرن التاسع عشر وتحديدا لسنة 1879،  وهي عبارة عن رسالة من أحدهم إلى مسؤول في المنطقة يطلب منه المرسل التصرف فيما يتوصل به من ورد.
مهما يكن من أمر أصله، فإن المتفق عليه أن زراعة الورد العطري بالمنطقة لم تعرف انتشارا واسعا إلا انطلاقا من ثلاثينيات القرن العشرين،  وذلك بعد وصول الاحتلال الفرنسي إلى هذه الربوع، حيث أصدر المقيم العام الفرنسي أوامره سنة 1930 إلى مدير الفلاحة والتجارة بورزازات للقيام بدراسات حول ورود دادس،  كما نُظم لقاء دولي حول الورود في واحات الجزائر ومنطقة كراس الفرنسية ومنطقة سكورة ودادس بالمغرب،  هذا فضلا عن إنشاء أول معمل لتقطير الورد بقلعة مكونة سنة 1938. وفي 1948 أنشئ معمل آخر بمنطقة أمدناغ،  أما قبل ذلك، فيبدو أن الهدف الأول من زراعة الورد كان هو تسييج الحقول وتحديد الملكيات،  ما يعني أنه لم يكن في البداية يغرس بهدف تجاري ولكن لتأدية أدوار أخرى على رأسها رسم الحدود بين صاحب حقل وجاره وحماية المغروسات من بعض الحيوانات،  كما أن غرسه بشكل طولي على الحدود مع الجار له رمزية عميقة، إذ عوض وضع الأشواك أو الأحجار والحيطان المعبرة عن القطيعة، يغرس الورد تعبيرا عن التسامح وحسن الجوار وعربون محبة بين الفلاحين فالورد هنا هو القول الفصل بين الحقول.

## أول ملكة للمهرجان

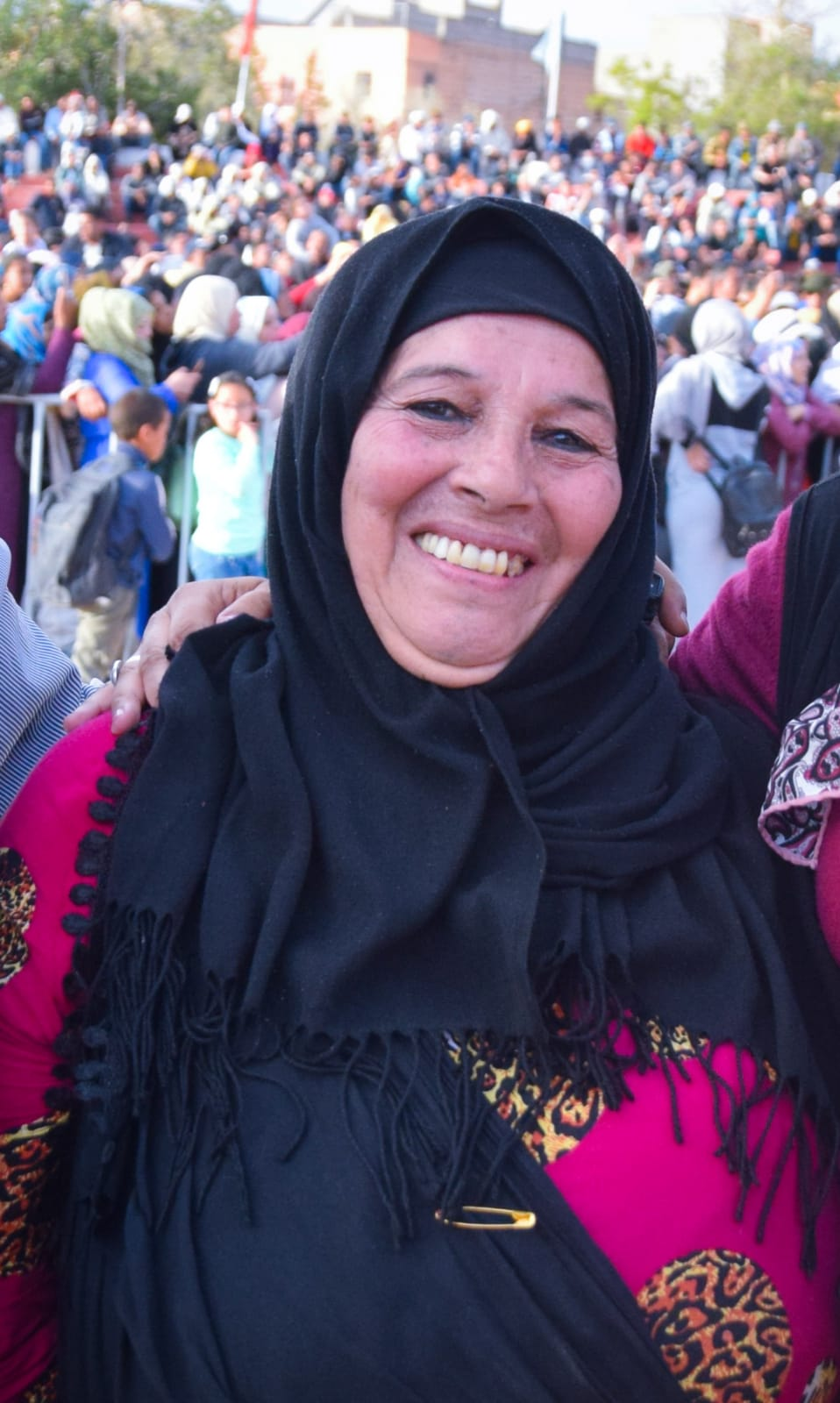
تودة أزمري أول ملكة جمال مهرجان الورود

يعد اختيار ملكة جمال الورود تقليدا سنويا بقلعة مكونة منذ 1962 تاريخ أول دورة لمهرجان الورود، وأهم فقرة من فقراته التي ينتظرها الآلاف بشغف كبير كلما حلت هذه المناسبة، وتعتبر تودة أزمري أو للا تودة كما يناديها أبناء بلدتها ملكة النسخة الأولى لهذا المهرجان ومحطمة الرقم القياسي في نيل اللقب لأكثر من ثماني مرات متتالية.
زارت للا تودة العديد من العواصم والمدن العالمية، كما التقت بشخصيات سياسية وفنية ومشاهير عبر العالم، إما بصفتها ملكة جمال ورود المغرب أو بصفتها عضوا في أقدم فرقة لأحيدوس بالمنطقة وهي فرقة تزويت أي النحلة، وأكثر من ذلك فقد عاشت للا تودة لفترات متفرقة إلى جانب العائلة الملكية في عهد الملك الراحل الحسن الثاني وحظيت بشرف تقديم الورد الدمشقي لضيوفه من مختلف بقاع العالم.
بعد سنوات من نيلها اللقب لمرات عديدة، أصبحت للا تودة هي المكلفة سنويا بشكل تطوعي وبدون مقابل بتزيين واختيار ملابس المرشحات لمسابقة ملكة جمال الورود ببيتها غير البعيد من مكان الاحتفال.

## موعد المهرجان
ينظم مهرجان الورود عادة في اواخر شهر أبريل أو الأسبوع الأول أو الثاني من شهر ماي على أبعد تقدير، من كل سنة وهي الفترة نفسها التي تُقطف فيها الوردة الدمشقية،  إلا أنه في السنوات الأخيرة ونظرا لإكراهات تنظيمية وحرصا إما على تزامنه مع العطلة الربيعية أو سعيا لاستقطاب أكبر عدد من الزوار أو لأسباب أخرى اقتصادية وتسويقية أو لظروف مناخية تتعلق بالجفاف وقلة الإنتاج مما يحتم انتظار جمع أكبر كمية من الورود، فقد أصبح لزاما تأخيره لأسبوعين أو ثلاثة كما حدث في الدورة 52 سنة 2014.
نظمت آخر دورة للمهرجان في الفترة الممتدة من 26 إلى 29 أبريل 2023 بعد فترة توقف دامت لثلاث سنوات بسبب كوفيد 19.

## تسيير وتنظيم المهرجان
مؤخرا أصبح التسيير يتم بمقاربة تشاركية بين المنتخبين وجمعيات المجتمع المدني التي تساهم بمقترحاتها ومشاريعها بتكوين اللجان المختلفة التي تتولى تنظيم وتسيير المهرجان، كلجنة الإعلام والتواصل ولجنة مسابقة ملكة الجمال واللجنة الرياضية وغيرها، إذ خلال الأسابيع التي تسبق المهرجان، تنظم لقاءات ماراطونية لإفراز هذه اللجان وتلقي طلبات المشاركة ومقترحات المشاريع، إلا أنه ورغم إشراك المجتمع المدني، فإن طريقة التنظيم والتسيير لم تسلم من انتقادات واتهامات بالمحاباة ومجاملة ودعم بعض الجمعيات على حساب أخرى بناء على الولاءات الحزبية والمحسوبية، بل والاتهام بنهب المال العام،  كل هذه المشاكل دفعت أعلى سلطة في إقليم تنغير ممثلة في العامل إلى الدعوة إلى ضرورة مأسسة المهرجان،  حيث تقرر سنة 2018 تكوين جمعية خاصة به،  تسهر على تجاوز حالة التخبط والفوضى التي طبعت تنظيم دورات سابقة للمهرجان وتكون مسؤولة قانونيا أمام المؤسسات حتى تُعرف أوجه صرف الميزانية المخصصة لهذه التظاهرة الأكبر في المنطقة، وقد أنيطت بهذه الجمعية التي اختير لها اسم "جمعية المعرض الدولي للورد العطري بالمغرب”، مسؤولية تنظيم المعرض الدولي للمنتجات المجالية ومعرض الصناعة التقليدية والندوات الفكرية، بينما تقرر تأسيس“جمعية مهرجان الورود” لتولي مهمة تنظيم الأنشطة الأخرى الموازية؛ الرياضية والثقافية والاجتماعية.

## دعم وتمويل المهرجان
ينظم مهرجان الورود بتمويل ودعم من ممولين محليين وجهويين ووطنيين،  على رأسهم وزارة الفلاحة والمجلس الإقليمي لتنغير والمجلس البلدي لقلعة مكونة ومجموعة جماعات الوردة التي تضم العديد من الجماعات القروية التي تُعرف بإنتاج الورد العطري والفيدرالية البيمهنية للورد العطري المعروفة اختصارا ب Fimarose والوكالة الوطنية لتنمية مناطق الواحات وشجر الأركان ANDZOA وشركة معادن إميضر ووزارة السياحة ممثلة في المندوبية الإقليمية للسياحة بتنغير والمجلس الجهوي لدرعة تافيلالت، فضلا عن مساهمة المصالح الأمنية في الجانب الأمني.
وإلى جانب هذه المؤسسات يتعاقد المنظمون مع العديد من الشركاء الإعلاميين للانخراط في تغطية هذا المهرجان والتعريف به والترويج له.
لا توجد معلومات عن ميزانيات الدورات السابقة، غير أن الميزانية التي رُصدت لمهرجان الورد في دورته الـ52(2014) بقلعة مكونة بلغت حوالي 450 مليون سنتيم،  لترتفع في الدورة 53 سنة 2015 إلى 600 مليون سنتيم،  قبل أن يتم تخفيضها مجددا في الدورة 53(2016) إلى 450 مليون سنتيم.

## فقرات المهرجان
مع توالي دورات المهرجان، أضحى مناسبة سنوية تستقطب آلاف الزوار من المغرب وخارجه، كما أكسبت السنوات الطويلة المنظمين تجربة كبيرة في التنسيق والتنظيم وتحويل الموسم إلى تظاهرة كبرى بأنشطة مختلفة، تتجاوز ما هو فلكلوري إلى ما هو ثقافي ورياضي واقتصادي وعلمي، وذلك بما تحمله أيام المهرجان التي تمتد على مدى أسبوع من فقرات متنوعة.

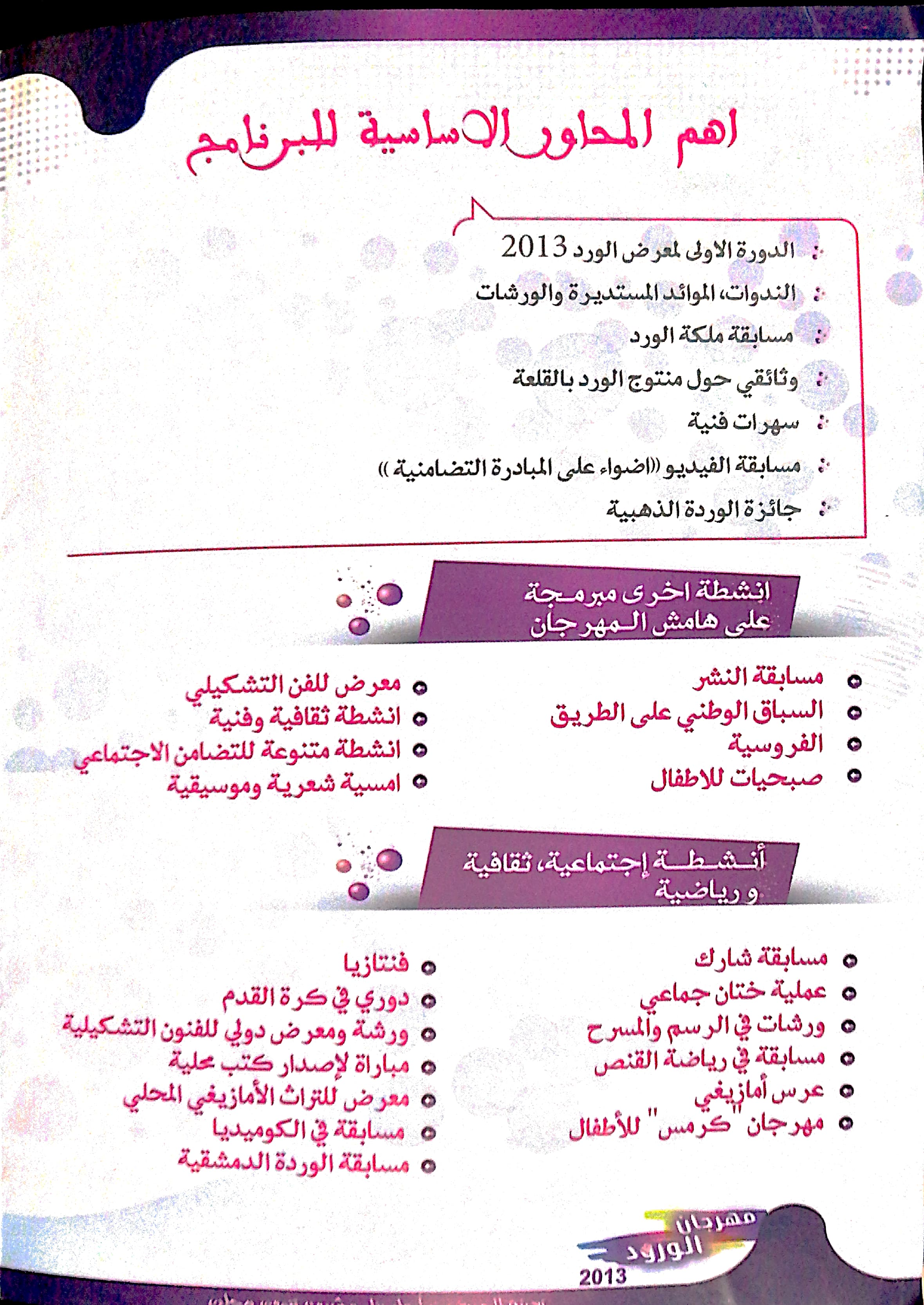
برنامج إحدى دورات مهرجان الورود

يبدأ افتتاح مهرجان الورود عادة يوم الخميس ويستمر حتى يوم الأحد، حيث يختتم بسهرة فنية ختامية. يعد كرنفال ملكة الورود الذي يبرمج في ثالث أيام المهرجان أبرز فقرة فيه، إذ يحج آلاف الزوار المغاربة والأجانب إلى قلعة مكونة لمشاهدة موكب الملكة ووصيفتيها وهو يمر بأهم شارع بالمدينة على متن مركبة مكشوفة مرفوقا بفرق فنية موسيقية وشعبية محلية من جهة درعة تافيلالت ومناطق أخرى من المملكة، كفرقة الركبة وفرق كناوة وأحيدوس وأحواش وأقلال وغيرها، فالكرنفال يعتبر فرصة متجددة لاستعراض ما تزخر به المنطقة من مقومات ثقافية وعادات ضاربة في عمق التاريخ.
فضلا عن كرنفال ملكة الورد، يعتبر معرض الورد الذي يحتضن مئات العارضين للمنتوجات المجالية والصناعة التقليدية القادمين من مختلف جهات المملكة، من أبرز ما يميز مهرجان الورود بقلعة مكونة، حيث استحدث هذا المعرض في الدورة 51 التي نظمت سنة 2013، واعتبرت أهم تغيير حصل في مسار وتاريخ المهرجان.
تتخلل المهرجان فقرات رياضية عبارة عن دوري في كرة القدم المصغرة وسباق على الطريق وسباق الدراجات الهوائية، أما المجال الثقافي والتراثي فيمثَّل بعروض فرق الرقص التقليدية التي تتواصل طيلة أيام المهرجان، علاوة على عروض التبوريدة وسهرات فنية يحييها فنانون محليون وآخرون معروفون في الساحة الفنية الوطنية ومعرض للفنون التشكيلية وورشات في الرسم ومعرض للتراث الأمازيغي المحلي، مع أمسيات شعرية ومسابقات في الكوميديا والثقافة العامة.
مهرجان الورود هو كذلك ملتقى علمي يسلط الضوء على الكثير من الإشكالات والتساؤلات المرتبطة بالثقافة والتراث بشقيه المادي واللامادي، وذلك من خلال الندوات العلمية والموائد المستديرة والأفلام الوثائقية التي تعرض على هامش المهرجان. اجتماعيا انطلقت عملية إعذار جماعي للأطفال وأنشطة متنوعة للتضامن الاجتماعي كفقرة بارزة ضمن فعاليات المهرجان منذ نسخة 2013.

## شروط اختيار ملكة جمال الورد
يشترط في المترشحات لنيل لقب ملكة جمال الورود، الانحدار من المنطقة، والمزاوجة بين الجمال الخارجي وحسن الأخلاق والإلمام بثقافة وتقاليد المنطقة وجمال الزي الأمازيغي المحلي، مع ضرورة امتلاك المترشحة لقدر كاف من المعلومات المرتبطة بالورد واستعمالاته ووقت زراعته وموعد جنيه وعموما بمختلف المراحل التي يمر منها.
لم يكن تجاوز سن 16 عاما مهما في دورات سابقة، ولكن مؤخرا أصبحت لجنة التحيكم تشدد على وجوب بلوغ المترشحات لسن 18 على الأقل و28 سنة على الأكثر، مع شرط العزوبة.
في هذه المسابقة لا يهم كثيرا المستوى الدراسي للمترشحات،  وترجع اللجنة المنظمة سبب عدم التركيز على هذا الشرط إلى رغبتها في منح الفرصة لجميع فتيات المنطقة وخاصة القرويات اللواتي لم تسعفهن ظروفهن القاهرة على استكمال دراستهن.
أما شرط التمتع بالسمعة الطيبة وحسن الأخلاق فقد أصبح مع توالي الدورات من الشروط الرئيسية إن لم يكن ركنها الأول، وذلك بهدف تغيير نظرة سكان هذه المنطقة المحافظة إلى هذه المسابقة،  التي يرى فيها البعض تبضيعا وتسليعا للمترشحات واعتداء على كرامتهن ونكرانا لجمالهن الحقيقي المتمثل في تحمل أعباء الحياة،  لذلك فالتشديد على شرط حسن الأخلاق، يهدف أيضا إلى تشجيع الفتيات على المشاركة وكذا لتجاوز دورات الثمانينات والتسعينات التي أساءت لملكات جمال الورد، وأورثت هذه الفقرة بعض الشبهات.

## أهداف المهرجان
يسعى مهرجان الورود إلى تحقيق العديد من الأهداف، التي تتراوح بين الاقتصادي والثقافي والاجتماعي والبيئي والتراثي، وذلك من خلال تطوير سلسة الورد العطري، بدءا بالإنتاج وانتهاء بالتسويق،  وذلك بغية تحقيق تنمية مستدامة تقود الصعود الاقتصادي والاجتماعي والثقافي والسياحي لحوض دادس إمڭون خاصة وإقليم تنغير عامة، وإدماج المنطقة في مسلسل خلق الثروة،  والاستفادة المثلى من طيب وردها،  وتحفيز الفلاحين للزيادة في الإنتاج من خلال المنح التي تقدمها وزارة الفلاحة لأكبر المنتجين وتحسيس الفلاح بدوره في تنمية الريف.
ويهدف المهرجان كذلك إلى تشجيع المبادرة والإبداع وفسح المجال للمشاركة بهدف التسويق والتعريف بالمنطقة وبمؤهلاتها السياحية والاقتصادية وتقوية التنافسية على جلب الاستثمارات العمومية والخاصة،  وكذا المساهمة في تأطير وتكوين المجتمع المدني في مجالات التدبير والتسيير والاقتراح، لأن المجتمع المدني يشارك في تنظيم المهرجان وفي إشعاع المنطقة بأفكاره، واقتراحاته ومشاريعه ومبادراته. وهذا يدخل في إطار تكوين الأطر المحلية.
وإلى جانب كل ذلك، يرمي مهرجان الورود بقلعة مكونة إلى تثمين المنتجات المجالية والتراث اللامادي والإنساني الذي تزخر به المنطقة،  وتحقيق الإقلاع الاقتصادي والاجتماعي والثقافي والسياحي لحوض دادس ومڭون خاصة وإقليم تنغير عامة،  خاصة وأن المواسم الاحتفالية أصبحت تعتبر من الأساليب الهامة في جلب السياح سواء الداخليين أو الخارجيين الباحثين في الموروث الثقافي،  لهذا يطمح منظمو مهرجان قلعة مكونة إلى جعل واحة دادس ومڭون واحتين بيولوجيتين مع إعطائهما رمز جودة خاصا بهما،  بل وتسجيل المهرجان تراثا عالميا لدى اليونسكو.

## نحو التراث العالمي اللا مادي
يسعى منظمو مهرجان الورود لإخراجه من طابعه المحلي والوطني نحو العالمية، وذلك بالترافع من أجل تصنيفه تراثا ثقافيا عالميا لا ماديا للبشرية شأنه شأن مهرجان حب الملوك،  الذي صنف سنة 2012 كتراث ثقافي لا مادي للإنسانية لدى منظمة الأمم المتحدة للتربية والعلوم والثقافة (اليونسكو)، ويأتي هذا الطموح خاصة بعد الرعاية الملكية السامية التي حظيت بها آخر دورة لهذا المهرجان سنة 2019،  قبل أن يتوقف بسبب جائحة كورونا، كما يتوخى الفاعلون الجمعويون أن تنال مرافعاتهم آذانا صاغية وأن يتم استغلال إدراج اليونسكو للوردة الشامية وما يتعلق بها من الممارسات والحرف ضمن لائحة التراث الإنساني اللا مادي،  وكذا إدراج واحة مڭون ضمن التراث الوطني منذ 1943،  ويمكن كذلك استغلال تصنيف اليونسكو لمناطق شاسعة من إقليم بني ملال وإقليم أزيلال المجاور سنة 2014 تراثا عالميا من خلال جيوبارك مكون الأول في المغرب وإفريقيا،  من أجل الترافع لتصنيف مهرجان قلعة مكونة هو الآخر تراثا ثقافيا عالميا غير مادي.

## مراحل وعادات إنتاج الورد
كغيره من المغروسات، وفي مجتمع فلاحي محض، يصاحب إنتاج الورد بواحتي مكون ودادس عدة طقوس وعادات وممارسات، بدءا من الغرس وانتهاء بالقطف.
تعتبر عملية قلب التربة التي يطلق عليها فلاحو المنطقة اسم؛ " أكربل ن واكال" ثم تسميدها باستعمال روث البهائم المعروف محليا باسم"لْغْبَار"، أول عملية في مسلسل إنتاج الورد.
يرافق عملية قلب التربة تشذيب النباتات واقتلاع الضارة منها، والتي تستهلك الماء بدون فائدة، في نفس المرحلة يتم تقسيم الحقول إلى قطع صغيرة تسمى "تيكمونين Tigmmunin"، تفصل بينها حدود يطلق عليها "تيكيتين Tiguitin"، وذلك لتسهيل عملية السقي التي تكون في الغالب تقليدية عن طريق الغمر. كانت هذه العمليات تتم غالبا من طرف العائلة.
بعد إعداد التربة، تأتي عملية الغرس التي تسمى محليا" تايرزا" أو "أوزان" وتبدأ من أوائل يناير وتمتد حتى مارس،  وقد كانت النساء في مرحلة سابقة، حيث لم تكن للورد أهمية كبرى،  هن اللواتي يتولين عملية غرس الشتائل في الحدود بين الحقول،  أما اليوم حيث اتسعت زراعة الورد، فإن جميع أفراد العائلة يشاركون وحتى الجيران بالتعاون فيما بينهم،  أما في الضيعات الكبرى فإن الأجراء والمياومين هم من يقومون بكل تلك المهام. بعد الغرس تأتي مرحلة السقي التي تتكرر مرتين إلى ثلاث مرات أسبوعيا،  وتتم بطريقة تقليدية في الضيعات الصغيرة عن طريق الغمر من طرف الفلاحين أنفسهم أو أحد أفراد العائلة أو جيرانهم،  بينما تستعمل تقنية التنقيط في الضيعات العصرية التي يتولاها أجراء دائمون مكلفون بتأدية هذه المهمة.
في آخر هذا المسلسل الطويل تأتي أهم مرحلة وهي القطف، حيث تبدأ الورود بالتفتح والإزهار من أواسط أبريل وتستمر حتى نهاية ماي، وهي نفس فترة الجني التي يُشرع فيها مع الساعات الأولى من الفجر،  وذلك حفاظا على طراوته.
يتطلب قطف الورد العطري دراية وتجربة كبيرة، فنظرا لحساسيته فإن قطفه يكون بحذر تام بالاعتماد على طرفي الإبهام والسبابة،  لذلك تعتبر النساء الفئة الأكثر مشاركة في هذه العملية، لما يتصفن به من هدوء. بعد القطف والجمع في أكياس خاصة لهذا الغرض، تأتي مباشرة مرحلة عزل الورد المنغلق الذي يُحتفظ به في الغالب للتجفيف في بهو بالمنزل تجفيفا طبيعيا،  بينما يُنقل الورد المنفتح على وجه السرعة إلى نقط البيع قبل أن يفقد مياهه وبالتالي يفقد وزنه،  وحتى فوائده.
ترافق جميع هذه المراحل عادات غذائية، تتمثل في تحضير وجبات محلية متنوعة يتم تناولها في الحقول،  كما تصاحبها طقوس وممارسات تتجلى في ترديد مجموعة من الأهازيج والابتهالات، لتتوج هذه السلسلة بعشاء عام الخير.

## طابع بريدي بورد قلعة مكونة
احتفاء بورد قلعة مكونة أصدر بريد المغرب في ماي من سنة 2023 طابعا بريديا خاصا حول موضوع "الوردة العطرية- قلعة مكونة". سبق لنفس المؤسسة أن أصدرت طابعا بريديا حول "حفل ورد مكونة" سنة 1973.

## معرض الصور

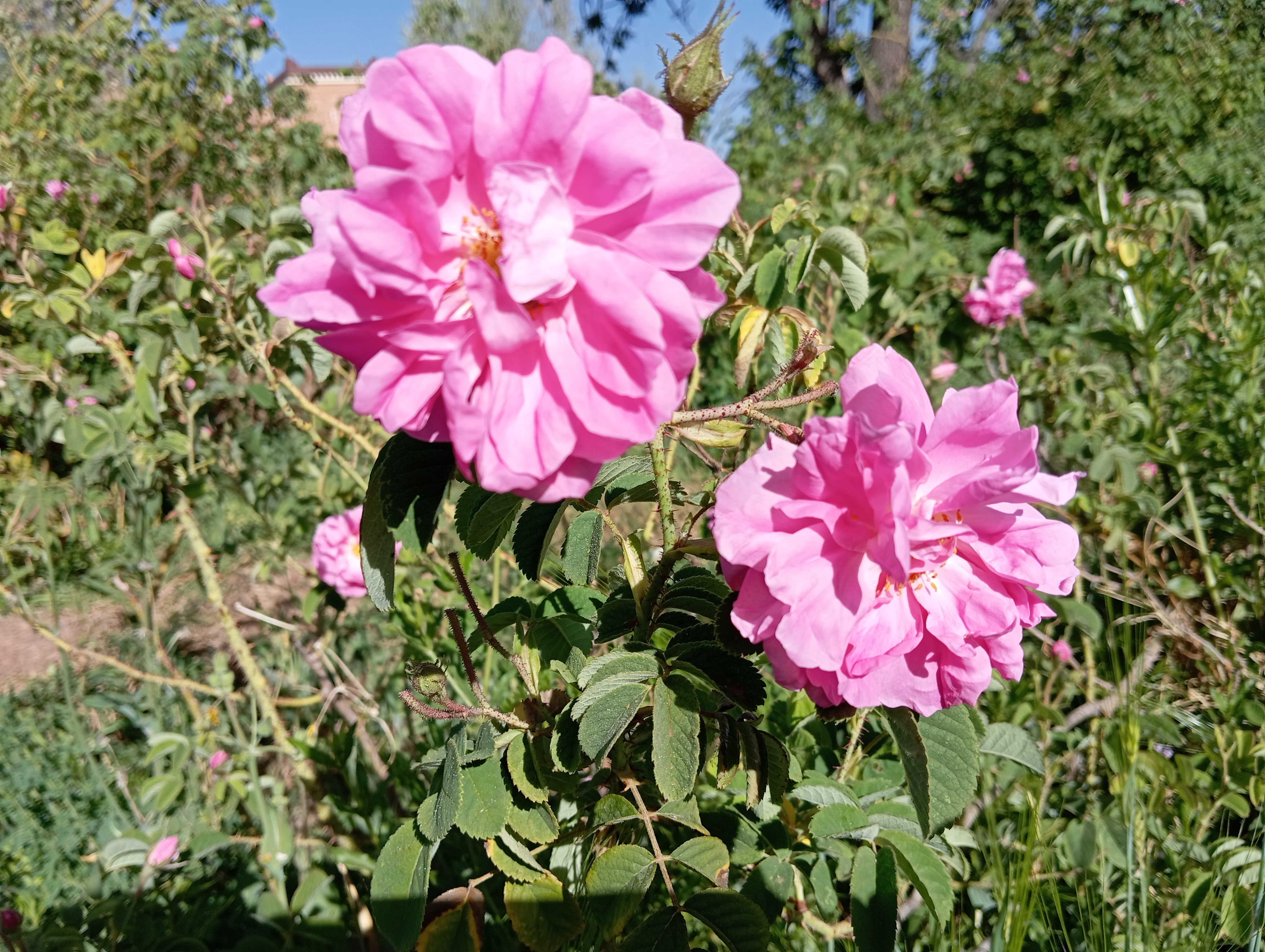
وردة قلعة مكونة
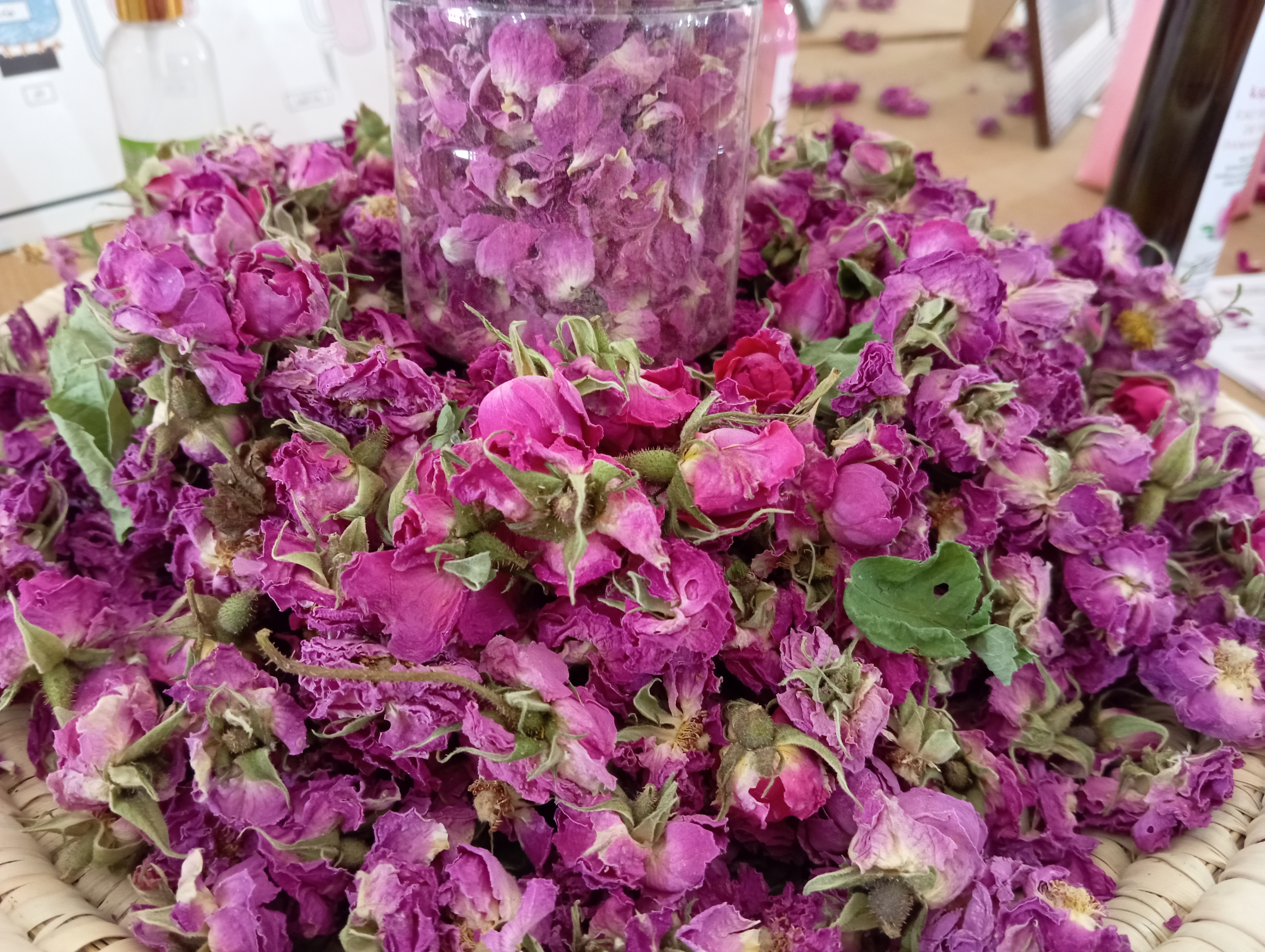
ورد قلعة مكونة المجفف
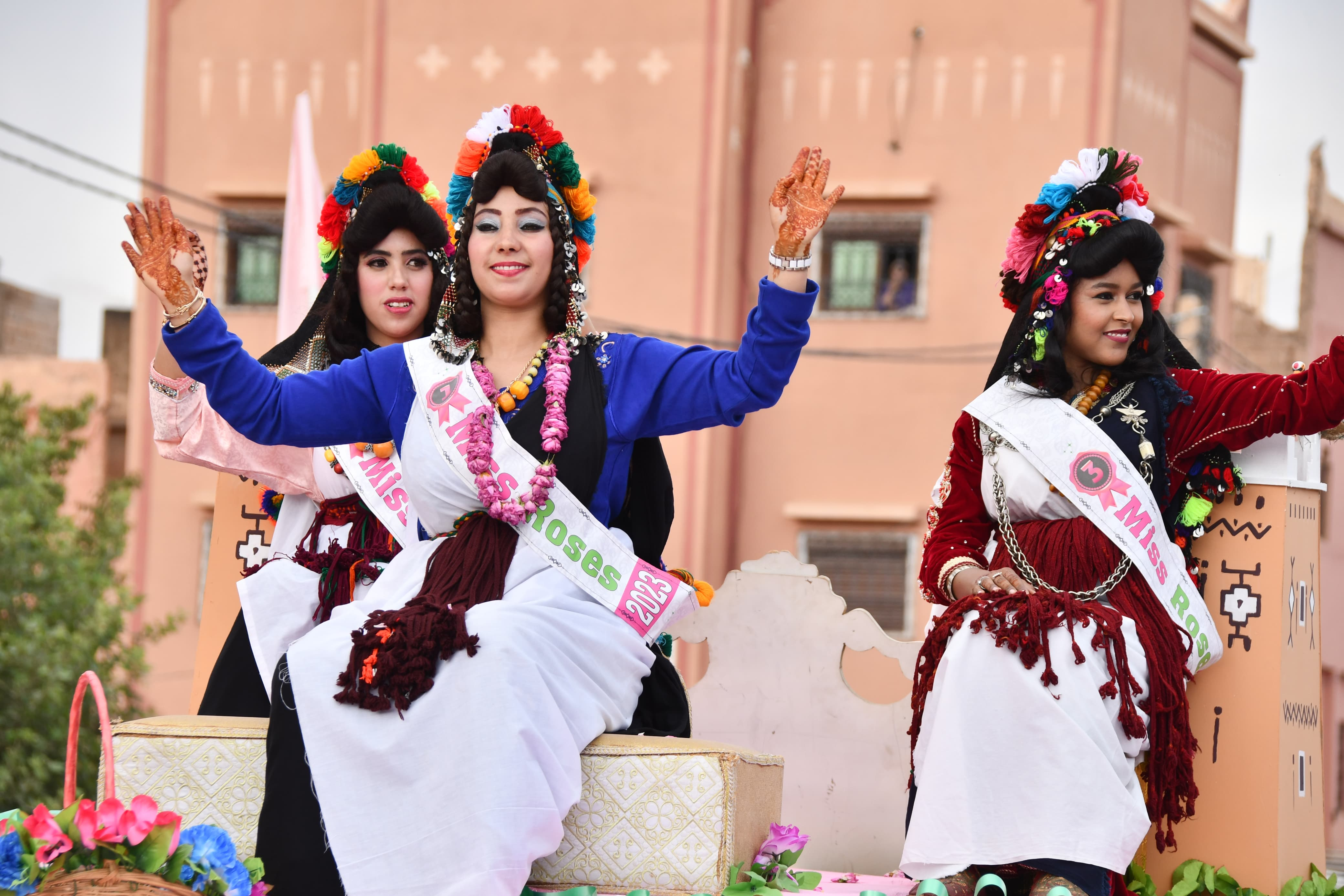
ملكة جمال الورود 2023 ووصيفتيها
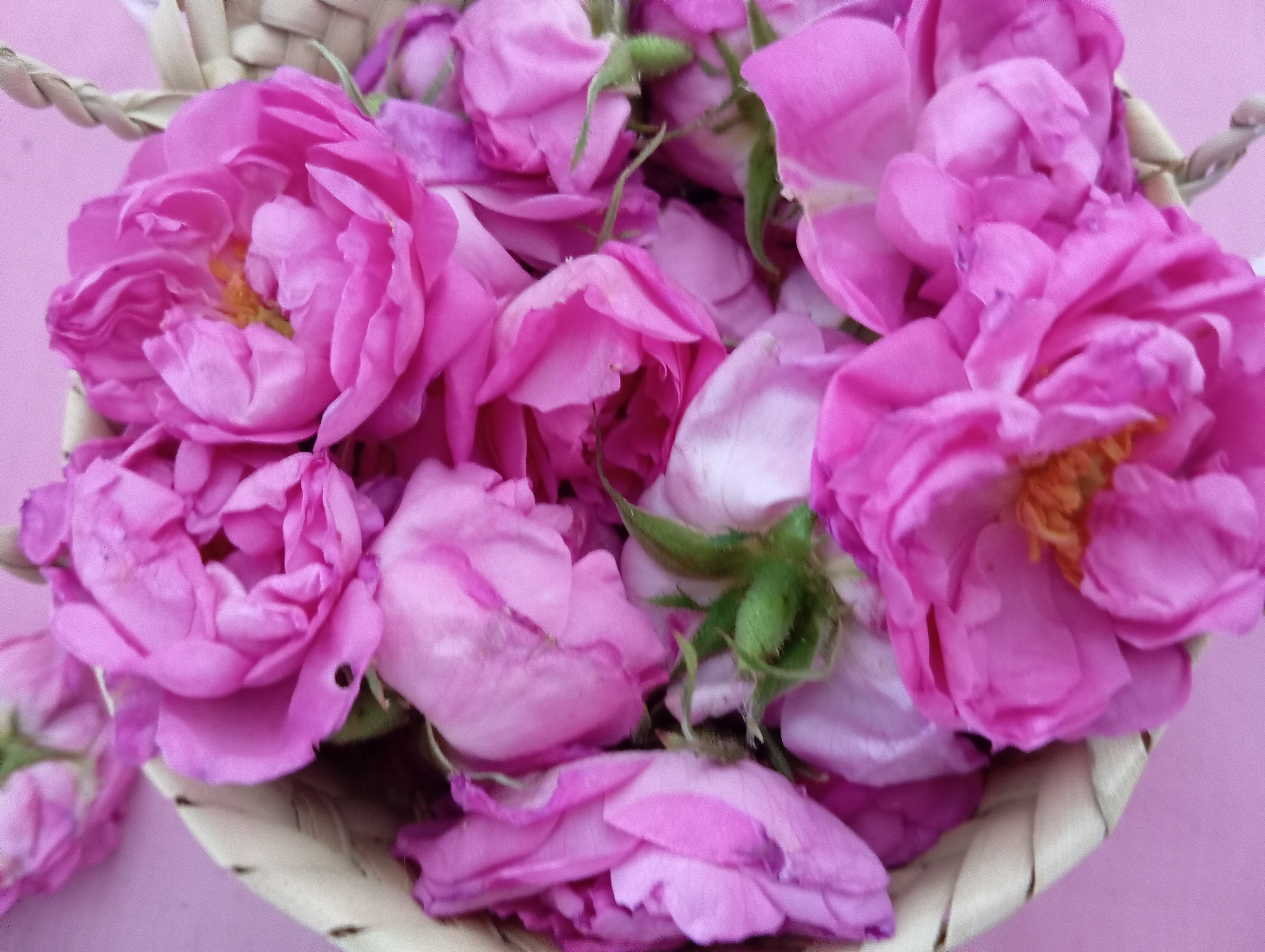
ورد قلعة مكونة في حالته الطرية
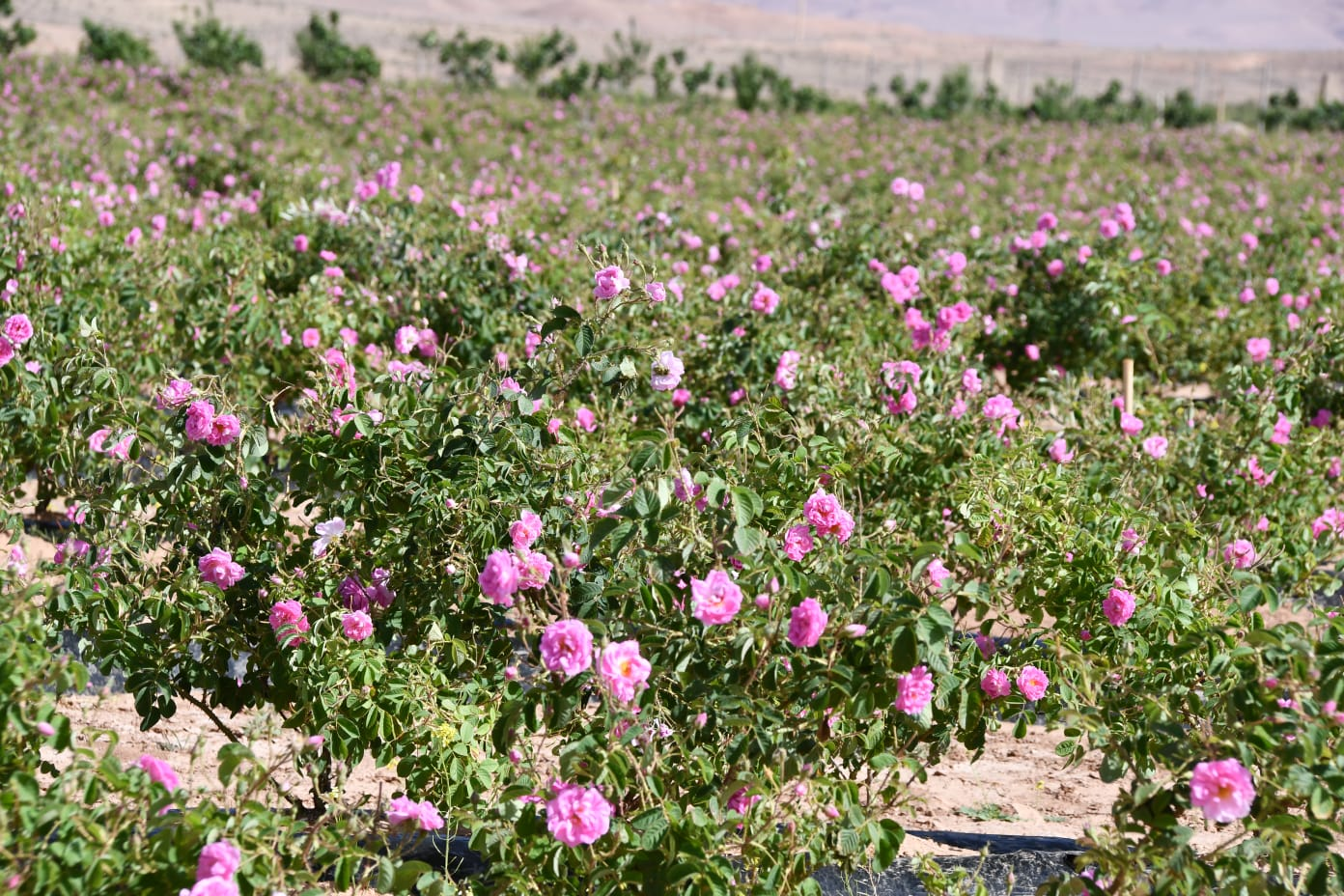
تمثل هذه الصورة ضيعة للورد بقلعة مكونة
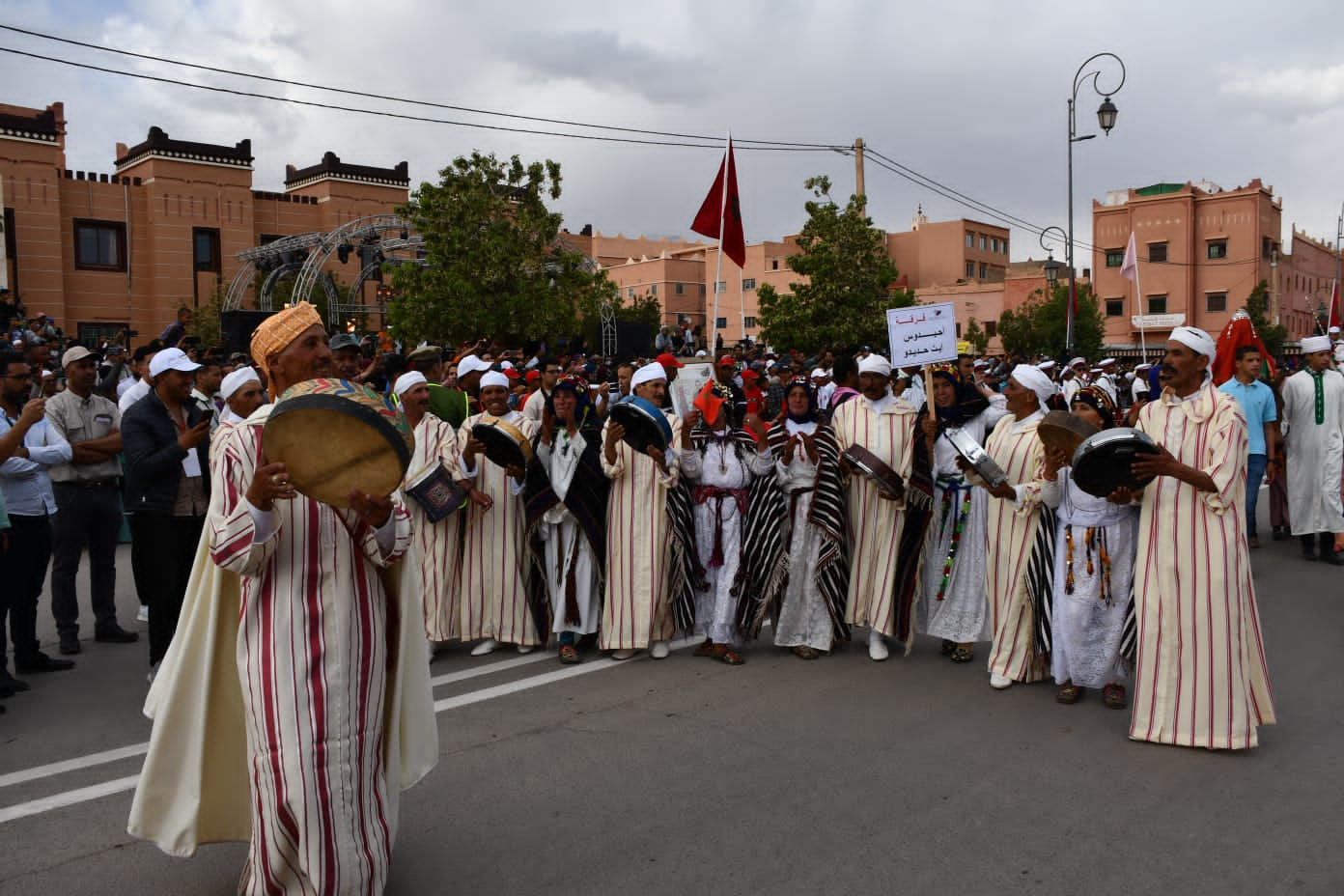
رقصة أحيدوس من فقرات موكب ملكة الورود بلقعة مكونة بمناسبة مهرجانها السنوي للورود
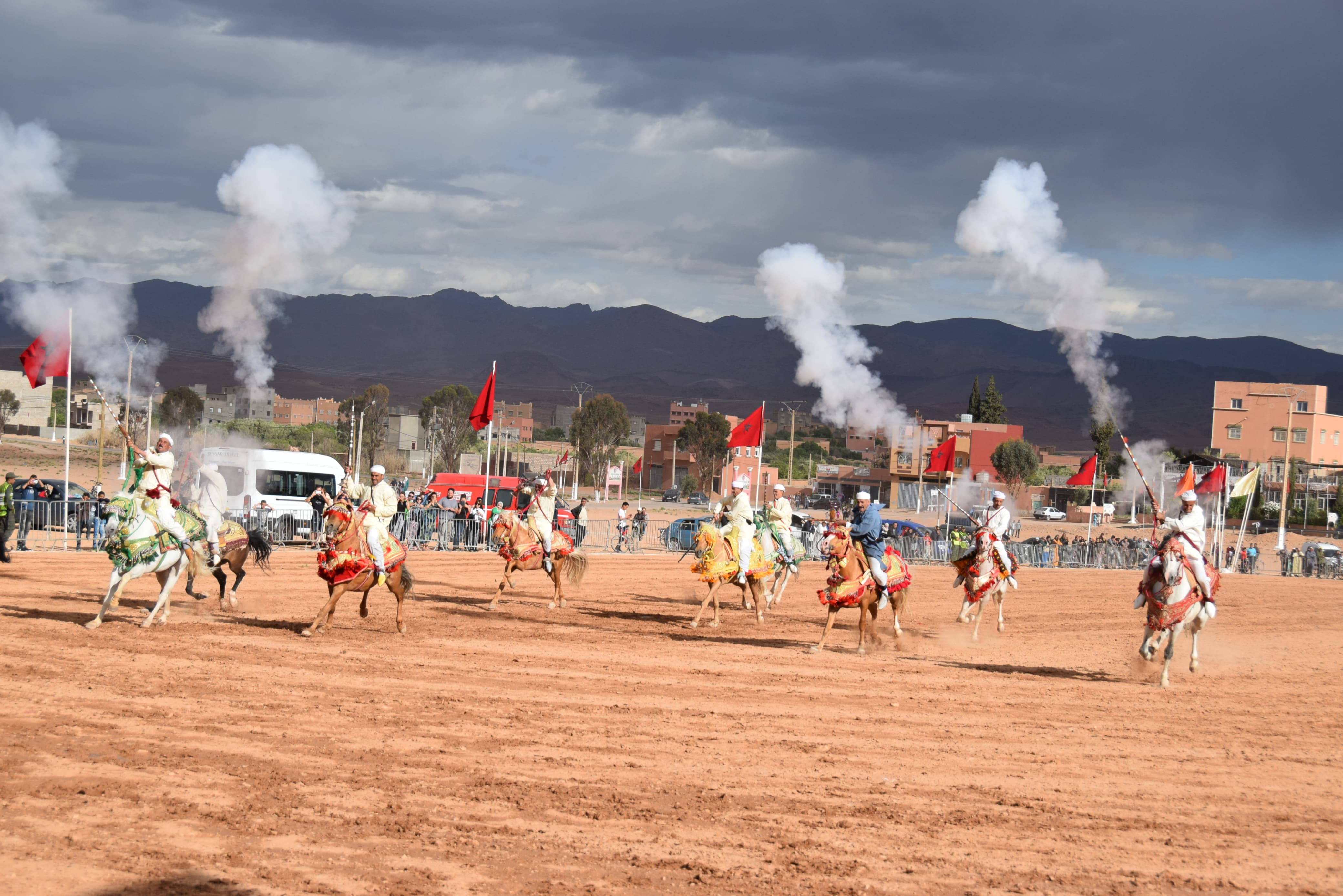
التبوريدة من فقرات مهرجان الورود
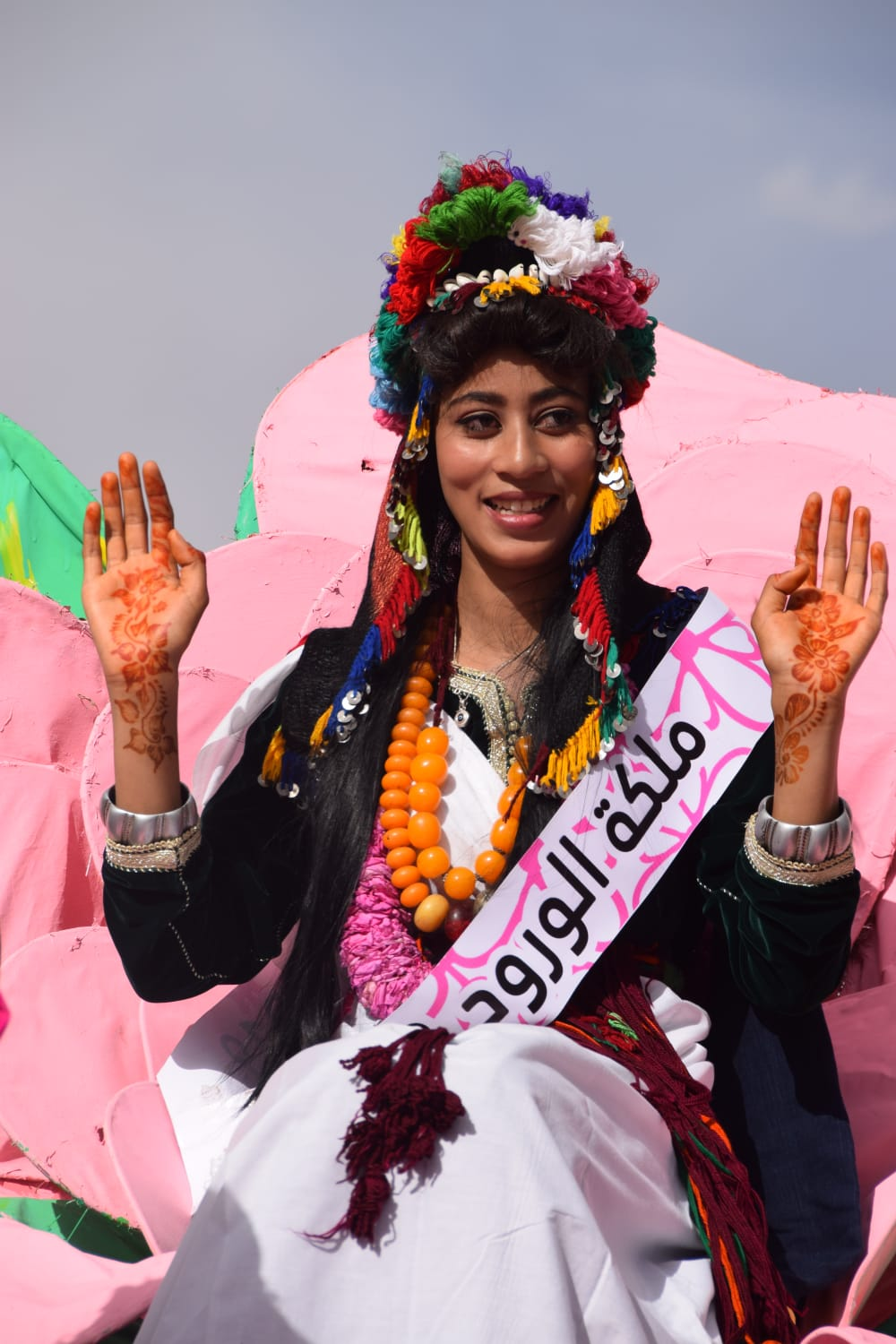
ملكة جمال الورود (قلعة مكونة)